# Pittosporum angustilimbum
Pittosporum angustilimbum är en tvåhjärtbladig växtart som beskrevs av Cheng Yih Wu. Pittosporum angustilimbum ingår i släktet Pittosporum och familjen Pittosporaceae. Inga underarter finns listade.